# Hoffmann Mór
Hoffmann Mór (Devecser, 1843. január 5. – Budapest, 1915. augusztus 18.) tanár, szerkesztő, író. Hevesi Sándor apja.

## Élete
Középiskolai tanulmányait 1851-től Pápán, Vácott, Komáromban, Győrött és Pesten végezte. 1861–62-ben segédtanító, nevelő, 1863–64-ben képzőintézeti tanuló volt. 1864-ben néptanítói oklevelet nyert. 1865-ben Veszprémben tanított, majd 1866–67-ben a Trencsén vármegyei Belluson és Balassagyarmaton dolgozott nevelőként. 1868–69-ben igazgató-tanító volt Lengyeltótiban. 1869 és 1875 között izraelita községi tanítóként működött Nagykanizsán. 1875-ben érettségi vizsgát tett és ugyanazon évben polgári iskolai tanító lett. 1876-ban polgári iskolai tanítói, 1882-ben pedig a budapesti egyetemen középiskolai tanári oklevelet nyert. 1902-ben nyugdíjaztatta magát és Budapestre költözött. Ezt követően egy közgazdasági lap szerkesztőségében dolgozott.
Szerkesztette a Magyar Ifjúság Lapját 1870–71-ben, a Kanizsai Lapokat 1874. január 7-től június 24-ig, majd a Zala társadalmi, később politikai hetilapot 1874 és 1883 között (az utolsó évben Varga Lajossal). Mind a három lapot Nagykanizsán szerkesztette. 1882–83-ban a Zalai Tanügy társszerkesztője volt.

## Magánélete
Felesége Wesel Mina volt. Négy gyermekük született.

## Munkái
- Héber lant (Nagykanizsa, 1868., 2. kiadás: Nagykanizsa, 1881. Költemények a szent történetből)
- Ein Kapitel zur wirklichen Erziehung (Nagykanizsa, 1871)
- A nevelés és oktatás története. Friedrich Dittes után fordította. (Pest, 1872)
- A nőnevelésről. Jutalmazott pályamunka (Pest, 1872)
- Das Weib und seine Erziehung (Lipcse, 1873)
- Bibliai történetek néptanodák számára (Nagykanizsa, 1873., 2. kiadás. Nagykanizsa, 1884)
- Kebelhangok. Eredeti köszöntések (Nagykanizsa, 1873., 2. kiadás. Nagykanizsa, 1884)
- Kis Lant (szavalókönyv, Budapest, 1873)
- Két gyermek a népből. Elbeszélés a nép és ifjúság számára (Nagykanizsa, 1874)
- Egy úri kastély titkai (regény, négy kötet, Nagykanizsa, 1874., Tóváry Jenő álnév alatt)
- Zsidóinkról. Igaza van-e Csernátony Lajosnak vagy nem? (Nagykanizsa, 1874)
- A nemzetiség és a nemzeti nyelv (Nagykanizsa, 1877., 2. kiadás: 1881., 3. kiadás: 1894, Nagykanizsa)
- Goethe Hermann és Dorotheája. Szöveg-magyarázattal középtanodák számára (Nagykanizsa, 1876., új kiadás. Nagykanizsa, 1880)
- Német nyelvtan és olvasókönyv középtanodák számára (Nagykanizsa, 1877., 2. kiadás, úgy a II. és III. rész Budapesten; I. rész két kiadásban 1891-ig, a II. öt k. 1891-ig. Ism. Nemzeti Nőnevelés 1889., III. rész 1883., 2. k. 1887., 3 k. 1892. Ism. Egyetemes Philologiai Közlöny, 1886.)
- Szülőföld és haza. (Zalamegye ismertetése.) (Nagykanizsa, 1879., Bátorfi Lajossal együtt; 2. kiadás 1881. Zalamegye földrajza címmel., 3. kiadás: 1885. 4 . kiadás: 1888., 5. kiadás: 1891. Nagykanizsa)
- A nő a költészetben (Nagykanizsa, 1879)
- A német nyelvtan főbb szabályai (Nagykanizsa, 1883)
- A semiták és antisemiták (Budapest, 1883)
- A túlterhelés a népiskoIákban. (Paedagogiai kérdések I., Nagykanizsa, 1885)
- Magyar nyelvtan. A közép és polgári iskolák első és második osztálya számára (Budapest, 1886., 4 . kiadás 1892. Budapest.)
- A népiskolai tananyag revisíója a Herbart-Ziller rendszer tükrében (Nagykanizsa, 1886., Paed. Korkérdések II.)
- A tanuló ifjúság szellemi korérettsége (Nagykanizsa, 1886, Paed. Korkérdések III.)
- Vázlatok és tanulmányok az irodalom, élet és nevelés köréből (Nagykanizsa, 1887., Ism. Zalai Tanügy.)
- Német nyelvtani gyakorlókönyv elemi iskolák felsőbb osztályai számára (Budapest 1890)
- Német nyelvtan és olvasókönyv polgári iskolák számára (Budapest, 1890. Két kötet és III. rész. Budapest, 1894)
- Magyar olvasókönyv polgári fiúiskolák számára (három kötet, Budapest, 1890–91.)
- Közönséges irálytan a levelezés és ügyiratok megtanulásához... (Budapest, 1890)
- Magyar polgári jogok és kötelességek rövid ismertetése (Gyürky Antal után átdolgozott 4. kiadás. Budapest, 1890.)
- Magyar nyelvtani gyakorlókönyv az elemi iskolák II–IV. oszt. számára. Az országos magyar izraelita tanítóegyesület megbízásából. (három rész, Budapest, 1890–91)
- A magyar helyesirás, 73 gyakorlati leczkében. Segédkönyv a helyesírástanítás és tanuláshoz. (Budapest, 1893)
- Rendszeres magyar nyelvtan középtanodák és polgári iskolák III. osztálya számára (Budapest, 1895)
- Zalavármegye és városai. Évkönyv a millenariumra. (Halis Istvánnal, Nagykanizsa 1896)

## Következő lapok munkatársa volt
- Napkelet, Nefelejts (1860-1865)
- Izraelita Néptanító (1867)
- Magyar Ifjúság Lapja
- Ungarischer Schulbote
- Magyar Paedagógiai Szemle
- Bunte Blätter (Lipcse)
- Unterhaltungsblatt (Bécs)
- Magyar Tanügy
- Polgári Iskola
- Keszthely
- Zalai Közlöny
- Délibáb (Debrecen)
- Néptanítók Lapja
  - A magyarországi egyetemes tanítógyűlés ügyében (1870)
  - A nőnevelés hazánkban (1870)
  - Még egyszer a jó közszellem érdekében (1872)
  - Paedagogiai eszmék Arany János költeményeiben (1892)
- Zala
  - Goethe, Madách és Byron (49-52. szám, 1875)
  - Regény és annak viszonya a társadalomhoz; Emlékezés Szigligetire, Az ízlésről (5-7. szám, 1878)
  - Irodalmi viszonyaink (1-2. szám, 1886)
  - A görögök lapdajátéka (22. szám, 1887)
  - Magyarország kulturfejlődése az újabb alkotmányos aerában (22. szám, 1887)
  - Az ifjúsági irodalom (11. szám, 1888)
  - Az ébredés korszakából (2. szám, 1889)
- Zalai Tanügy
  - Arany János Toldija, Toldi szerelme
- Népnevelők Lapja
  - A nőnevelésről
- Néptanoda
  - Radó Vilmos és a Herbart-Ziller rendszer (1885)
  - Közoktatásunk meddőségének okai főtekintettel a népoktatásra (1886)
  - A paedagogia a társadalom tükrében (1895)
  - Az iskola és állatvédelem (1895)
- Egyetértés
  - Az olvasásról és az olvasókönyvekről (240. szám, 1889)
- Programértekezései a nagykanizsai polgári iskolai Értesítőben
  - Hermann és Dorothea (1876)
  - A költészet a polgári iskolában (1877)